# Кристовал (Тексас)
Кристовал (енгл. Christoval) насељено је место без административног статуса у америчкој савезној држави Тексас.

## Демографија
По попису из 2010. године број становника је 504, што је 82 (19,4%) становника више него 2000. године.
| Група             | 2000.       | 2010.       |
| Белци             | 353 (83,6%) | 403 (80,0%) |
| Афроамериканци    | 2 (0,5%)    | 1 (0,2%)    |
| Азијати           | 0 (0,0%)    | 3 (0,6%)    |
| Хиспаноамериканци | 61 (14,5%)  | 97 (19,2%)  |
| Укупно            | 422         | 504         |